# Abdoulaye Diawara
Abdoulaye Diawara (Abiyán, Costa de Marfil, 10 de abril de 1981-Bingerville, 15 de abril de 2024), fue un futbolista marfileño. Jugaba de defensa y su último equipo fue el Paris FC de la Ligue 2 de Francia.

## Muerte
Diawara murió en Bingerville, Costa de Marfil a causa de un paro cardíaco el 15 de abril de 2024 a los 43 años.